# أوكيوبيلو
أوكيوبيلو (بالإيطالية: Occhiobello)‏ هي بلدية في مقاطعة رفيغة في منطقة فنيتة، شمال إيطاليا. تقع على بعد 80 كيلومترًا (50 ميلًا) جنوب غرب البندقية و25 كيلومترًا (16 ميلًا) جنوب غرب رفيغة.